# 1982年の映画
1982年の映画（1982ねんのえいが）では、1982年（昭和57年）の映画分野の動向についてまとめる。
1981年の映画 - 1982年の映画 - 1983年の映画

## 出来事

### 世界
- 米国、『E.T.』が2億1000万ドルで[注 1]1982年の配給収入1位[2]。
- 1月11日 - フィリピン、第1回マニラ国際映画祭に対し、反政府組織が会場爆破を予告する[3]。そのため、日本代表団は不参加者多数[3]。
- 1月19日 - コカ・コーラ社がコロンビア ピクチャーズを買収[3][4]。
- 3月3日 - 富士フイルムが開発した映画用高感度フィルム「フジカラーネガフィルムA250」に対し、第54回アカデミー賞科学技術賞が与えられる[4][5][6][7]。アカデミー科学技術賞受賞は日本初[6][7]。
- 3月5日 - 米国、ジョン・ベルーシ（俳優・コメディアン）死去[2][8]。
- 3月29日 - 『泥の河』（小栗康平監督）が第54回アカデミー賞外国語映画賞にノミネート[2][9]。
- 3月31日 - 東映国際部、香港出張所を廃止[10]。
- 4月3日 - 米国、俳優ウォーレン・オーツ死去[2][11]。
- 4月9日 - 松山善三監督『典子は、今』が米国・第3回ジョン・ミュア医学教育映画祭でグランプリ受賞[3][7]。
- 5月29日 - フランス、女優ロミー・シュナイダーが自宅で死亡しているのが発見される[2][12]。
- 6月10日 - 西独、ライナー・ヴェルナー・ファスビンダー監督死去[2][13]。
- 6月11日 ｰ スティーヴン・スピルバーグ監督の『E.T.』が全米で公開され[14]、歴史的なメガヒットとなった。
- 8月12日 - 俳優ヘンリー・フォンダ（77歳）死去[4][6]。
- 8月29日
  - 女優イングリッド・バーグマン（67歳）死去[4][6]。
  - 『誘拐報道』（伊藤俊也監督）、第6回モントリオール世界映画祭で審査員特別賞受賞[10]。
- 9月14日 - 元ハリウッド女優、モナコ公国の公妃グレース・ケリー死去[2][15]。
- 11月1日 - 映画監督キング・ヴィダー（88歳）死去[4]。
- 月日不詳
  - 村野鐵太郎監督『遠野物語』が第35回サレルノ国際映画祭でグランプリ受賞[16][4]。

### 日本
- ディレクターズ・カンパニー、フィルムワーカーズ、ユニットファイブ、こぶしプロ創立[2]。
- 1月
  - 1月18日 - 女優三益愛子（71歳）死去[6][17]。
  - 1月26日 - 東映ユニバースフィルム、『モスクワは涙を信じない』（ウラジーミル・メニショフ監督）を公開[10]。
- 2月
  - 日活ロマンポルノ10周年の功績で第24回ブルーリボン賞特別賞受賞[18]。
  - 2月13日 - 歌手・女優江利チエミ（45歳）死去[6][19]。
  - 2月20日 - 東映セントラルフィルム、『水のないプール』（若松孝二監督）を都内4館で先行ロードショー[10]。
  - 2月26日 - 映画監督衣笠貞之助（86歳）死去[6][20]。
- 4月
  - 4月16日 - 東京・有楽座裏に東宝ビデオ商品センターが開業[3]。
- 5月
  - 5月1日 - 映画監督斎藤寅次郎（77歳）死去[6][21]。
  - 5月15日 - 『鬼龍院花子の生涯』（五社英雄監督）、高知で先行ロードショー[10]。6月5日、全国一斉封切[10][22][23]、ヒット[10]。女性文芸路線が始まる[10][23]。
- 6月
  - 6月1日 - 第1回藤本賞を『セーラー服と機関銃』ほかの角川春樹[2]、奨励賞を『泥の河』ほかの木村元保が受賞[24]。
  - 6月7日 - 半額サービスデーである第1回映画六月祭が全国29都道府県、1880の映画館で実施される（北海道地区は6月1日に実施）[24]。
- 8月
  - 8月7日 - 「反動映画」・「戦争賛美」と批判もあった『大日本帝国』（舛田利雄監督）公開[10][25]。前売券100万枚完売してヒット[25]。
  - 8月26日 - 東宝、日中合作『未完の対局』（監督:佐藤純彌・段吉順）完成記念パーティー開催。北京映画製作所長ら中国の代表団も出席[3]。
- 9月
  - にっかつ、創立70周年記念パーティーを開催[26]。
  - 9月15日 - 日中初の合作映画『未完の対局』が公開され[27]、興行的にも成功する[4]。
  - 9月16日 - 日中合作『未完の対局』上映中の東京・日比谷映画劇場で、スクリーンに消火液を撒き散らした右翼少年が逮捕される[3]。
  - 9月22日 - 俳優佐分利信（73歳）死去[6][28]。
- 10月
  - 『ナポレオン』（アベル・ガンス監督）、トリプル・エクラン（3面スクリーン）方式[29]で公開[2][30]。
  - 10月10日 - 東宝、『だいじょうぶマイ・フレンド』（村上龍監督）のロケで花火とガソリンが炎上し、重軽傷3人[3]。
  - 10月23日 - 5時間16分の大作『1900年』（ベルナルド・ベルトルッチ監督）が特別料金で一挙に公開されヒット[2][31]。
- 11月
  - ソニー、テレビ放送局向け1/2インチ・カメラ一体型VTR「ベータカム」商品化[3]。
  - 11月8日 - TBSテレビ系列で『東宝映画50年の歩み』放映[3]。
  - 11月10日 
    - 東宝、新作ビデオ45作品を創立50周年記念して発売[3]。
    - 東宝、全国直営映画館にて創立50周年ファン感謝デーとして、入場者全員に記念メダル贈呈[32]。

  - 11月20日
    - 「東宝半世紀傑作フェア」、東京・千代田劇場にて開催[32]。
    - 東京・上野宝塚劇場、洋画ロードショー劇場となる[32]。
- 12月
  - 12月4日 - CIC配給『E.T.』（スティーヴン・スピルバーグ監督）が松竹ピカデリー（後の丸の内ピカデリー）系の劇場で公開[3]。
  - 12月13日 - 「東宝創立50周年記念パーティー」を新高輪プリンスホテルにて開催[32]。
  - 12月18日 - 角川映画『汚れた英雄』（角川春樹監督） / 『伊賀忍法帖』（斎藤光正監督）、東映正月映画として全国一斉封切、ヒット[10]。劇場公開と同時にポニーキャニオンからビデオをリリース[3]。
- 月日不詳
  - 黒澤明監督がフランスの資金で『乱』の製作を開始すると発表したが、製作延期となる[4]。
  - 『愛のコリーダ』裁判で無罪判決[2]。

## 周年
- 創立50周年
  - 東宝[33] - 創立50周年記念作品として、『南十字星』・『ひめゆりの塔』・『幻の湖』・『海峡』を公開した[34]。
- 創立20周年
  - ATG - 創立20周年記念として、第1弾『TATTOO＜刺青＞あり』 / 『九月の冗談クラブバンド』の2本立て、第2弾『怪異談 生きてゐる小平次』 / 『東海道四谷怪談』（ニュープリント）の2本立てを公開した[35]。

## 日本の映画興行
- 入場料金（大人） 
  - 1,500円[36]
  - 映画館・映画別
    - 1,500円（松竹、正月映画『男はつらいよ 寅次郎紙風船』）[37]
    - 1,500円（松竹、8月公開『男はつらいよ 寅次郎あじさいの恋』）[38]

  - 1,477円（統計局『小売物価統計調査（動向編） 調査結果』[39] 銘柄符号 9341「映画観覧料」）[40]
- 入場者数 1億5528万人[41]
- 興行収入 1695億2200万円[41]
- 家庭用ビデオテープレコーダ(VTR)の普及率 7.5% (内閣府「消費動向調査」)[42]

| 配給会社 | 配給本数 | 配給本数 | 配給本数 | 年間配給収入  | 概要 |
| 配給会社 | 新作     | 再映     | 洋画     | 前年対比      | 概要 |
| -------- | -------- | -------- | -------- | ------------- | --- |
| 松竹     | 17       | 17       | 17       | 70億5399万円  | 配給収入10億円の大台を突破したのは、『機動戦士ガンダムIII めぐりあい宇宙編』（12.9億円）、『男はつらいよ 寅次郎紙風船』（12.1億円）、『男はつらいよ 寅次郎あじさいの恋』（10.4億円）の3番組。角川映画の『蒲田行進曲』/『この子の七つのお祝いに』（8.5億円）は健闘。ヤング層をターゲットにしたMIE主演の『コールガール』とパンジー主演の『夏の秘密』には集客力がなく、深作欣二監督の『道頓堀川』（4.2億円）は話題先行で実を結ばなかった。 |
| 松竹     | 15       | 1        | 1        | 114.8%        | 配給収入10億円の大台を突破したのは、『機動戦士ガンダムIII めぐりあい宇宙編』（12.9億円）、『男はつらいよ 寅次郎紙風船』（12.1億円）、『男はつらいよ 寅次郎あじさいの恋』（10.4億円）の3番組。角川映画の『蒲田行進曲』/『この子の七つのお祝いに』（8.5億円）は健闘。ヤング層をターゲットにしたMIE主演の『コールガール』とパンジー主演の『夏の秘密』には集客力がなく、深作欣二監督の『道頓堀川』（4.2億円）は話題先行で実を結ばなかった。 |
| 東宝     | 21       | 21       | 21       | 100億3563万円 | 前年から13.8%ダウンしたが、3年連続年間配給収入100億円突破を達成。『ハイティーン・ブギ』（18億円）がたのきんシリーズ最高を記録。『ドラえもん のび太の大魔境』（12.2億円）と『グッドラックLOVE』（10.5億円）も配給収入10億円の大台を突破した。 1982年2月から1983年1月までの1年間では、たのきんトリオの2番組3作品、『ハイティーン・ブギ』と『ウィーン物語 ジェミニ・YとS』など（11億円）の配給収入の合計が29億円となり、東宝全体の30.4％を占めた。創立50周年記念作品の『南十字星』・『ひめゆりの塔』（9.8億円）・『幻の湖』（0.9億円）・『海峡』（9.6億円）の配給収入は合計しても約22億円にしかならなかった。 |
| 東宝     | 16       | 1        | 4        | 86.2%         | 前年から13.8%ダウンしたが、3年連続年間配給収入100億円突破を達成。『ハイティーン・ブギ』（18億円）がたのきんシリーズ最高を記録。『ドラえもん のび太の大魔境』（12.2億円）と『グッドラックLOVE』（10.5億円）も配給収入10億円の大台を突破した。 1982年2月から1983年1月までの1年間では、たのきんトリオの2番組3作品、『ハイティーン・ブギ』と『ウィーン物語 ジェミニ・YとS』など（11億円）の配給収入の合計が29億円となり、東宝全体の30.4％を占めた。創立50周年記念作品の『南十字星』・『ひめゆりの塔』（9.8億円）・『幻の湖』（0.9億円）・『海峡』（9.6億円）の配給収入は合計しても約22億円にしかならなかった。 |
| 東映     | 25       | 25       | 25       | 110億954万円  | 東映の年間配給収入が初めて100億円を突破した。偉業達成には、『セーラー服と機関銃』（23億円）、『大日本帝国』（14億円）、『鬼龍院花子の生涯』（11億円）の配給収入10億円の大台を突破した3番組の貢献が大きい。オールスターによる『制覇』（7.5億円）は地味な作風で失敗。『青春の門 自立編』、『化石の荒野』（2.6億円）は不振。 1982年2月から1983年1月までの1年間では、『ボーイズ & ガールズ』（7.2億円）・『龍の忍者』/『胸さわぎの放課後』（3.3億円）・『伊賀忍法帖』（16億円）などの4番組8作品で合計配給収入28.7億円となり、東映全体の27.4％をアイドル映画が占めた。                                          |
| 東映     | 21       | 1        | 3        | 153.2%        | 東映の年間配給収入が初めて100億円を突破した。偉業達成には、『セーラー服と機関銃』（23億円）、『大日本帝国』（14億円）、『鬼龍院花子の生涯』（11億円）の配給収入10億円の大台を突破した3番組の貢献が大きい。オールスターによる『制覇』（7.5億円）は地味な作風で失敗。『青春の門 自立編』、『化石の荒野』（2.6億円）は不振。 1982年2月から1983年1月までの1年間では、『ボーイズ & ガールズ』（7.2億円）・『龍の忍者』/『胸さわぎの放課後』（3.3億円）・『伊賀忍法帖』（16億円）などの4番組8作品で合計配給収入28.7億円となり、東映全体の27.4％をアイドル映画が占めた。                                          |
| にっかつ | 67       | 67       | 67       | 39億895万円   | 既成の女優をロマンポルノに起用する戦略が結実した。五月みどり主演『マダム・スキャンダル 10秒死なせて』（4.6億円）が従来のロマンポルノ・ファンだけでなく、新規の中年男性観客を劇場に呼び込みヒット。高田美和主演『軽井沢夫人』/大信田礼子主演『ジェラシー・ゲーム』（4.2億円）は健闘。好調な成績を収めてきた畑中葉子主演シリーズがダウンするが、入れ替わるように新スターである美保純主演『ピンクのカーテン』・『ピンクのカーテン2』（3億円）が好調。 |
| にっかつ | 64       | 3        | 0        | 101.0%        | 既成の女優をロマンポルノに起用する戦略が結実した。五月みどり主演『マダム・スキャンダル 10秒死なせて』（4.6億円）が従来のロマンポルノ・ファンだけでなく、新規の中年男性観客を劇場に呼び込みヒット。高田美和主演『軽井沢夫人』/大信田礼子主演『ジェラシー・ゲーム』（4.2億円）は健闘。好調な成績を収めてきた畑中葉子主演シリーズがダウンするが、入れ替わるように新スターである美保純主演『ピンクのカーテン』・『ピンクのカーテン2』（3億円）が好調。 |

出典:「1982年度日本映画・外国映画業界総決算 日本映画」『キネマ旬報』1983年（昭和58年）2月下旬号、キネマ旬報社、1983年、112 - 118頁。

## 各国ランキング

### 日本配給収入ランキング
| 順位 | 題名                                                                                     | 製作国                        | 配給                       | 配給収入 |
| ---- | ---------------------------------------------------------------------------------------- | ----------------------------- | -------------------------- | -------- |
| 1    | ミラクル・ワールド ブッシュマン                                                          | 南アフリカの旗                | 東宝東和                   | 23.6億円 |
| 2    | セーラー服と機関銃 燃える勇者                                                            | 日本の旗                      | 東映                       | 23.0億円 |
| 3    | キャノンボール                                                                           | アメリカ合衆国の旗            | 東宝東和                   | 21.0億円 |
| 4    | ハイティーン・ブギ                                                                       | 日本の旗                      | 東宝                       | 18.0億円 |
| 5    | ロッキー3                                                                                | アメリカ合衆国の旗            | ユナイテッド・アーティスツ | 16.7億円 |
| 6    | 少林寺                                                                                   | 香港の旗 · 中華人民共和国の旗 | 東宝東和                   | 16.5億円 |
| 7    | 大日本帝国                                                                               | 日本の旗                      | 東映                       | 14.0億円 |
| 8    | レイダース/失われたアーク《聖櫃》                                                        | アメリカ合衆国の旗            | パラマウント映画/CIC       | 13.8億円 |
| 9    | 機動戦士ガンダムIII めぐりあい宇宙篇                                                     | 日本の旗                      | 松竹                       | 12.9億円 |
| 10   | ドラえもん のび太の大魔境 怪物くん デーモンの剣 忍者ハットリくん・ニンニン忍法絵日記の巻 | 日本の旗                      | 東宝                       | 12.2億円 |

出典:1982年配給収入10億円以上番組 - 日本映画製作者連盟

### 北米興行収入ランキング
| 順位 | 題名                          | スタジオ                   | 興行収入     |
| ---- | ----------------------------- | -------------------------- | ------------ |
| 1.   | E.T.                          | ユニバーサル               | $359,197,037 |
| 2.   | トッツィー                    | コロムビア                 | $177,200,000 |
| 3.   | 愛と青春の旅だち              | パラマウント               | $129,795,554 |
| 4.   | ロッキー3                     | ユナイテッド・アーティスツ | $124,146,897 |
| 5.   | ポーキーズ                    | 20世紀FOX                  | $105,492,483 |
| 6.   | スタートレックII カーンの逆襲 | パラマウント               | $78,912,963  |
| 7.   | 48時間                        | パラマウント               | $78,868,508  |
| 8.   | ポルターガイスト              | MGM                        | $76,606,280  |
| 9.   | テキサス1の赤いバラ           | ユニバーサル               | $69,701,637  |
| 10.  | アニー                        | コロムビア                 | $57,059,003  |

出典: “1982 Domestic Yearly Box Office Results”.  Box Office Mojo. 2015年12月23日閲覧。

## 日本公開映画
1982年の日本公開映画を参照。

## 受賞
- 第55回アカデミー賞
  - 作品賞 - 『ガンジー』
  - 監督賞 - リチャード・アッテンボロー（『ガンジー』）
  - 主演男優賞 - ベン・キングズレー（『ガンジー』）
  - 主演女優賞 - メリル・ストリープ（『ソフィーの選択』）

- 第40回ゴールデングローブ賞
  - 作品賞 (ドラマ部門) - 『E.T.』
  - 主演女優賞 (ドラマ部門) - メリル・ストリープ（『ソフィーの選択』）
  - 主演男優賞 (ドラマ部門) - ベン・キングズレー（『ガンジー』）
  - 作品賞 (ミュージカル・コメディ部門) - 『トッツィー』
  - 主演女優賞 (ミュージカル・コメディ部門) - ジュリー・アンドリュース（『ビクター・ビクトリア』）
  - 主演男優賞 (ミュージカル・コメディ部門) - ダスティン・ホフマン（『トッツィー』）
  - 監督賞 - リチャード・アッテンボロー（『ガンジー』）

- 第48回ニューヨーク映画批評家協会賞 - 『ガンジー』

- 第35回カンヌ国際映画祭
  - パルム・ドール - 『路』（ユルマズ・ギュネイ）、『ミッシング』（コスタ＝ガヴラス）
  - 監督賞 - ヴェルナー・ヘルツォーク（『フィツカラルド』）
  - 男優賞 - ジャック・レモン（『ミッシング』）
  - 女優賞 - ヤドヴィガ・ヤンコフスカ＝チェースラック（『アナザウェイ』）

- 第39回ヴェネツィア国際映画祭
  - 金獅子賞 - 『ことの次第』（ヴィム・ヴェンダース）

- 第32回ベルリン国際映画祭
  - 金熊賞 - 『ベロニカ・フォスのあこがれ』 (ライナー・ヴェルナー・ファスビンダー)

- 第6回日本アカデミー賞
  - 最優秀作品賞 - 『蒲田行進曲』（深作欣二）
  - 最優秀主演男優賞 - 平田満（『蒲田行進曲』）
  - 最優秀主演女優賞 - 松坂慶子（『蒲田行進曲』『道頓堀川』）

- 第25回ブルーリボン賞
  - 作品賞 - 『蒲田行進曲』
  - 主演男優賞 - 渥美清（『男はつらいよ 寅次郎あじさいの恋』『男はつらいよ 花も嵐も寅次郎』）
  - 主演女優賞 - 夏目雅子（『鬼龍院花子の生涯』）
  - 監督賞 - 深作欣二（『蒲田行進曲』）

- 第56回キネマ旬報ベスト・テン
  - 外国映画第1位 - 『E.T.』
  - 日本映画第1位 -  『蒲田行進曲』

- 第37回毎日映画コンクール
  - 日本映画大賞 - 『蒲田行進曲』

- 第37回文化庁芸術祭大賞
  - 映画部門（日本記録映画・動画） - 『おこんじょうるり』[47]
  - 映画部門（外国映画） - 『エボリ』[48][49]

## 誕生
- 1月10日 - 福圓美里、日本の声優
- 1月25日 - 綾野剛、日本の俳優
- 2月7日 - 向井理、日本の俳優
- 3月10日 - 高橋光臣、日本の俳優
- 3月18日 - 吉井怜、日本の女優
- 3月11日 - ソーラ・バーチ、アメリカの女優
- 4月30日 - キルスティン・ダンスト、アメリカの女優
- 5月15日 - 藤原竜也、日本の俳優
- 5月26日 - 前野智昭、日本の声優
- 6月7日 - 塩谷瞬、日本の俳優
- 7月24日 - アンナ・パキン、カナダの女優
- 8月28日 - 石垣佑磨、日本の俳優
- 9月7日 - 白石涼子、日本の声優
- 9月12日 - 三船美佳、日本の女優
- 9月14日 - 成宮寛貴、日本の俳優
- 9月28日 - 吹石一恵、日本の女優
- 10月15日 - 真木よう子、日本の女優
- 10月27日 - 塚本高史、日本の俳優
- 10月28日 - 福井裕佳梨、日本の声優
- 11月2日 - 深田恭子、日本の女優
- 11月12日 - アン・ハサウェイ、アメリカの女優
- 12月12日 - 加藤あい、日本の女優
- 12月13日 - 永山瑛太、日本の俳優
- 12月24日 - 柿原徹也、日本の声優
- 12月26日 - 小栗旬、日本の俳優

## 死去
| 日付 | 日付 | 名前                                 | 国籍               | 年齢 | 職業               |
| 1月  | 5日  | ハンス・コンリード                   | アメリカ合衆国の旗 | 64   | 俳優               |
| 1月  | 18日 | 三益愛子                             | 日本の旗           | 71   | 女優               |
| 2月  | 2日  | エレノア・パウエル                   | アメリカ合衆国の旗 | 69   | 女優               |
| 2月  | 11日 | 志村喬                               | 日本の旗           | 76   | 俳優               |
| 2月  | 17日 | リー・ストラスバーグ                 | アメリカ合衆国の旗 | 80   | 俳優               |
| 2月  | 26日 | 衣笠貞之助                           | 日本の旗           | 86   | 俳優・映画監督     |
| 3月  | 5日  | ジョン・ベルーシ                     | アメリカ合衆国の旗 | 33   | コメディアン・俳優 |
| 3月  | 6日  | アイン・ランド                       | アメリカ合衆国の旗 | 77   | 作家・脚本家       |
| 3月  | 16日 | 藤村有弘                             | 日本の旗           | 48   | 俳優               |
| 3月  | 19日 | アラン・バデル                       | イギリスの旗       | 58   | 俳優               |
| 4月  | 3日  | ウォーレン・オーツ                   | アメリカ合衆国の旗 | 53   | 俳優               |
| 5月  | 13日 | レンツォ・ロッセリーニ               | イタリアの旗       | 74   | 作曲家             |
| 5月  | 16日 | 伏見直江                             | 日本の旗           | 73   | 女優               |
| 5月  | 29日 | ロミー・シュナイダー                 | オーストリアの旗   | 43   | 女優               |
| 6月  | 10日 | ライナー・ヴェルナー・ファスビンダー | 西ドイツの旗       | 36   | 映画監督           |
| 6月  | 16日 | パトリック・ドベール                 | フランスの旗       | 35   | 俳優               |
| 6月  | 18日 | クルト・ユルゲンス                   | 西ドイツの旗       | 66   | 俳優               |
| 6月  | 29日 | ヘンリー・キング                     | アメリカ合衆国の旗 | 96   | 映画監督           |
| 7月  | 23日 | ヴィック・モロー                     | アメリカ合衆国の旗 | 50   | 俳優               |
| 8月  | 12日 | ヘンリー・フォンダ                   | アメリカ合衆国の旗 | 77   | 俳優               |
| 8月  | 14日 | パトリック・マギー                   | 北アイルランドの旗 | 60   | 俳優               |
| 8月  | 29日 | イングリッド・バーグマン             | スウェーデンの旗   | 67   | 女優               |
| 9月  | 14日 | グレース・ケリー                     | アメリカ合衆国の旗 | 52   | 女優               |
| 9月  | 22日 | 佐分利信                             | 日本の旗           | 73   | 俳優               |
| 11月 | 1日  | キング・ヴィダー                     | アメリカ合衆国の旗 | 88   | 映画監督           |
| 11月 | 4日  | ドミニク・ダン                       | アメリカ合衆国の旗 | 22   | 女優               |
| 11月 | 5日  | ジャック・タチ                       | フランスの旗       | 75   | 映画監督・俳優     |
| 12月 | 8日  | 三波伸介                             | 日本の旗           | 52   | 俳優・コメディアン |
| 12月 | 27日 | ハーブ・テイラー                     | アメリカ合衆国の旗 | 66   | 録音技師           |
| 12月 | 28日 | 岸田森                               | 日本の旗           | 43   | 俳優               |